# Campeonato Mundial de Clubes de Voleibol Feminino de 2011
O Campeonato Mundial de Clubes de Voleibol Feminino de 2011 foi a quinta edição do evento. Foi realizado em Doha, Qatar entre 8 a 14 de outubro com seis times.

## Qualificação
| Time               | Qualificado como          |
| ------------------ | ------------------------- |
| Kenya Prisons      | Campeão da África         |
| Chang              | Campeão da Ásia           |
| Mirador VC         | Representante da NORCECA  |
| Sollys/Osasco      | Campeão da América do Sul |
| VakiGunes Istambul | Campeão da Europa         |
| Rabita Baku        | Convite                   |

## Composição dos grupos
| Grupo A                                     | Grupo B                         |
| ------------------------------------------- | ------------------------------- |
| VakiGunes Istambul Kenya Prisons Mirador VC | Rabita Baku Sollys/Osasco Chang |

## Fase de Grupos

### Grupo A
|     |               |     | Jogos | Jogos | Jogos | Pontos | Pontos | Pontos | Sets | Sets | Sets  |
| Pos | Equipe        | Pts | T     | V     | D     | V      | P      | R      | V    | P    | R     |
| --- | ------------- | --- | ----- | ----- | ----- | ------ | ------ | ------ | ---- | ---- | ----- |
| 1   | VakiGunes Is  | 6   | 2     | 2     | 0     | 150    | 86     | 1.744  | 06   | 00   | MAX   |
| 2   | Mirador VC    | 2   | 2     | 1     | 1     | 152    | 176    | 0.864  | 03   | 05   | 0.600 |
| 3   | Kenya Prisons | 1   | 2     | 0     | 2     | 141    | 181    | 0.779  | 02   | 06   | 0.333 |

| Data   | Hora  |               | Placar |               | Set 1 | Set 2 | Set 3 | Set 4 | Set 5 | Total | Relatório |
| ------ | ----- | ------------- | ------ | ------------- | ----- | ----- | ----- | ----- | ----- | ----- | --------- |
| 8 Out  | 09:00 | VakiGunes Is  | 3–0    | Mirador VC    | 25-13 | 25-19 | 25-14 | -     | -     | 75–0  | 75-46     |
| 10 Out | 04:00 | Kenya Prisons | 2–3    | Mirador VC    | 25-20 | 25-20 | 20-25 | 24-26 | 7-15  | 101–0 | 101-106   |
| 12 Out | 11:00 | VakiGunes Is  | 3–0    | Kenya Prisons | 25-13 | 25-17 | 25-10 | -     | -     | 75–0  | 75-40     |

### Grupo B
|     |               |     | Jogos | Jogos | Jogos | Pontos | Pontos | Pontos | Sets | Sets | Sets  |
| Pos | Equipe        | Pts | T     | V     | D     | V      | P      | R      | V    | P    | R     |
| --- | ------------- | --- | ----- | ----- | ----- | ------ | ------ | ------ | ---- | ---- | ----- |
| 1   | Rabita Baku   | 5   | 2     | 2     | 0     | 207    | 162    | 1.278  | 06   | 03   | 2,000 |
| 2   | Sollys/Osasco | 4   | 2     | 1     | 1     | 186    | 199    | 0.935  | 05   | 04   | 1.250 |
| 3   | Chang         | 0   | 2     | 0     | 2     | 164    | 196    | 0.837  | 02   | 06   | 0.333 |

| Data   | Hora  |               | Placar |             | Set 1 | Set 2 | Set 3 | Set 4 | Set 5 | Total | Relatório |
| ------ | ----- | ------------- | ------ | ----------- | ----- | ----- | ----- | ----- | ----- | ----- | --------- |
| 9 Out  | 04:00 | Sollys/Osasco | 3–1    | Chang       | 25-17 | 25-21 | 24-26 | 26-24 | -     | 100–0 | 100-88    |
| 11 Out | 09:00 | Rabita Baku   | 3–1    | Chang       | 25-19 | 21-25 | 25-15 | 25-17 | -     | 96–0  | 96-76     |
| 12 Out | 09:00 | Sollys/Osasco | 2–3    | Rabita Baku | 12-25 | 25-23 | 18-25 | 25-23 | 6-15  | 86–0  | 86-111    |

## Fase Final

### Semifinal
| Data   | Hora  |              | Placar |               | Set 1 | Set 2 | Set 3 | Set 4 | Set 5 | Total | Relatório |
| ------ | ----- | ------------ | ------ | ------------- | ----- | ----- | ----- | ----- | ----- | ----- | --------- |
| 13 Out | 04:00 | VakiGunes Is | 3–0    | Sollys/Osasco | 25-19 | 25-21 | 25-19 | -     | -     | 75–0  | -         |
| 13 Out | 11:00 | Rabita Baku  | 3–0    | Mirador VC    | 25-15 | 25-15 | 25-8  | -     | -     | 75–0  | -         |

### 3º Lugar
| Data   | Hora  |               | Placar |            | Set 1 | Set 2 | Set 3 | Set 4 | Set 5 | Total | Relatório |
| ------ | ----- | ------------- | ------ | ---------- | ----- | ----- | ----- | ----- | ----- | ----- | --------- |
| 13 Out | 04:00 | Sollys/Osasco | 3–0    | Mirador VC | 25-9  | 25-13 | 25-8  | -     | -     | 75–0  | 75-30     |

### Final
| Data   | Hora  |              | Placar |             | Set 1 | Set 2 | Set 3 | Set 4 | Set 5 | Total | Relatório |
| ------ | ----- | ------------ | ------ | ----------- | ----- | ----- | ----- | ----- | ----- | ----- | --------- |
| 13 Out | 11:00 | VakiGunes Is | 0–3    | Rabita Baku | 15-25 | 18-25 | 9-25  | -     | -     | 42–0  | 42-75     |

## Estatísticas por fundamento
| Posição | Jogador                              | Pontos |
| ------- | ------------------------------------ | ------ |
| 1       | AZE Nataša Osmokrović                | 70     |
| 2       | TUR Małgorzata Glinka                | 62     |
| 3       | BRA Ivna Marra                       | 59     |
| 4       | BRA Samara Almeida                   | 55     |
| 5       | AZE Sanja Starović BRA Juliana Costa | 52     |

| Posição | Jogador                 | Aproveitamento (%) |
| ------- | ----------------------- | ------------------ |
| 1       | AZE Nataša Osmokrović   | 52,63              |
| 2       | AZE Natalya Mammadova   | 43,62              |
| 3       | TUR Małgorzata Glinka   | 43,41              |
| 4       | BRA Ivna Marra          | 38,98              |
| 5       | DOM Jeoselina Rodríguez | 35,25              |

| Posição | Jogador                                                    | Média de pontos por set |
| ------- | ---------------------------------------------------------- | ----------------------- |
| 1       | BRA Adenízia da Silva                                      | 1,13                    |
| 2       | TUR Christiane Fürst                                       | 0,83                    |
| 3       | BRA Ana Beatriz Correa                                     | 0,73                    |
| 4       | BRA Ivna Marra AZE Nataša Osmokrović AZE Natalya Mammadova | 0,67                    |
| 5       | AZE Sanja Starović                                         | 0,60                    |

| Posição | Jogador                                       | Média de pontos por set |
| ------- | --------------------------------------------- | ----------------------- |
| 1       | TUR Bahar Toksoy                              | 0,67                    |
| 2       | TUR Christiane Fürst TUR Özge Kırdar Çemberci | 0,50                    |
| 3       | TUR Małgorzata Glinka TUR Jelena Nikolić      | 0,42                    |
| 4       | BRA Juliana Costa BRA Ana Beatriz Correa      | 0,33                    |
| 5       | DOM Deborah Constanzo                         | 0,29                    |